# Collins (Misisipi)
Collins es una ciudad del Condado de Covington, Misisipi, Estados Unidos. Según el censo de 2000 tenía una población de 2683 habitantes.

## Demografía
Según el censo de 2000, había 2.683 personas, 904 hogares y 611 familias residiendo en la localidad. La densidad de población era de 136,5 hab./km². Había 1.012 viviendas con una densidad media de 51,5 viviendas/km². El 46,52% de los habitantes eran blancos, el 52,44% afroamericanos, el 0,07 amerindios, el 0,07% asiáticos, el 0,67% de otras razas y el 0,22% pertenecía a dos o más razas. El 1,60% de la población eran hispanos o latinos de cualquier raza.
Según el censo, de los 904 hogares en el 31,4% había menores de 18 años, el 34,4% pertenecía a parejas casadas, el 28,3% tenía a una mujer como cabeza de familia, y el 32,4% no eran familias. El 30,1% de los hogares estaba compuesto por un único individuo, y el 16,3% pertenecía a alguien mayor de 65 años viviendo solo. El tamaño promedio de los hogares era de 2,64 personas, y el de las familias de 3,27.
La población estaba distribuida en un 27,3% de habitantes menores de 18 años, un 9,9% entre 18 y 24 años, un 21,8% de 25 a 44, un 18,4% de 45 a 64, y un 22,6% de 65 años o mayores. La media de edad era 37 años. Por cada 100 mujeres había 88,1 hombres. Por cada 100 mujeres de 18 años o más, había 87,4 hombres.
Los ingresos medios por hogar en la localidad eran de 22.661 dólares ($), y los ingresos medios por familia eran 23.068 $. Los hombres tenían unos ingresos medios de 23.795 $ frente a los 16.250 $ para las mujeres. La renta per cápita para la ciudad era de 11.912 $. El 39,3% de la población y el 34,1% de las familias estaban por debajo del umbral de pobreza. El 59,3% de los menores de 18 años y el 16,5% de los habitantes de 65 años o más vivían por debajo del umbral de pobreza.

## Geografía
Según la Oficina del Censo de los Estados Unidos, Collins tiene un área total de 19,7 km² de los cuales 19,7 km² corresponden a tierra firme y 0,1 km² a agua. El porcentaje total de superficie con agua es 0,39%.